# Szaterniki (gmina)

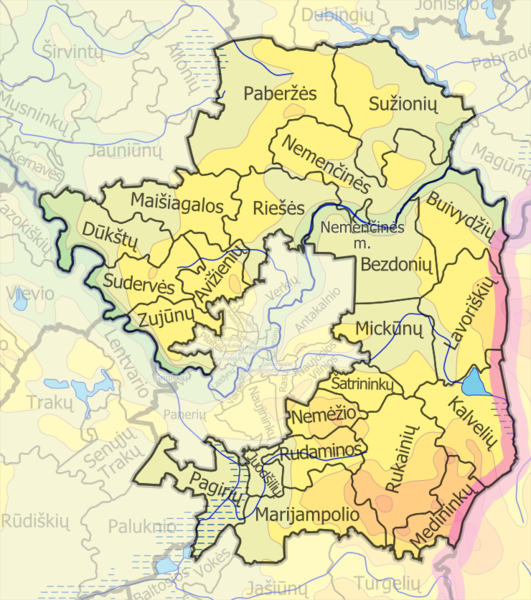
Gmina na mapie rejonu

Gmina Szaterniki (lit. Šatrininkų seniūnija) – gmina w rejonie wileńskim okręgu wileńskiego na Litwie.
Ośrodek gminy – wieś Szaterniki (162 mieszkańców). Na terenie gminy jest 15 wsi, większe z nich: Grygajcie (1 325 mieszkańców), Wieluciany (516 mieszkańców), Kiwiszki (336 mieszkańców).

## Powierzchnia terenu
3 462 ha. 

## Ludność
3 213 osób (2011).

## Skład etniczny (2011)
Według spisu z 2011 roku.
- Litwini - 17,3%
- Polacy - 63,8%
- Rosjanie - 9,6%
- Białorusini - 6,8%

## Infrastruktura
Urząd pocztowy, 2 szkoły podstawowe, szkoła początkowa, przedszkole, biblioteka, kaplica, cmentarz,  punkt medyczny, dom opieki, 7 sklepów, lotnisko.

## Przedsiębiorczość lokalna
Rolnictwo, usługi świadczone dla mieszkańców.